# Apocalypse d'Abraham
L'Apocalypse d'Abraham est un pseudépigraphe de l'Ancien Testament. Elle est constituée de deux parties distinctes. La première est du genre midrashique. Seule la seconde est, stricto sensu, du genre apocalyptique. Le texte est conservé en slave et en roumain, traduit vraisemblablement d'une version grecque faite sur un texte sémitique d'origine juive. L'original aurait été composé dans la mouvance de l'essénisme.

## Contenu

### Première partie: chapitres 1 à 8
La première partie raconte la légende de la conversion d'Abraham, sous la forme d'une interprétation littérale du récit de sa vocation en Genèse 12. Elle pourrait avoir eu une existence indépendante.
Abraham est témoin à plusieurs reprises de chutes accidentelles et de bris d'idoles fabriquées par son père Térah. Il lui fait part de ses doutes au sujet de leur pouvoir, mais celui-ci se met en colère face à l'impiété verbale de son fils. Ensuite, en préparant le repas pour son père, Abraham découvre par hasard une idole de bois à qui il confie le soin d'entretenir le feu pendant son absence. À son retour, le plat est cuit, mais l'idole, qui était tombée, est terriblement brûlée. Comme Térah persiste dans sa volonté de fabriquer de nouvelles idoles, Abraham tente de lui montrer la vanité d'un tel projet. Appelé par Dieu, Abraham quitte la maison de son père, qui tous deux ne tardent pas à s'embraser.

### Seconde partie: chapitres 9 à 31
La seconde partie fait au moins trois allusions à la première, et ne paraît pas avoir eu d'existence indépendante. Elle reprend le premier récit de l'alliance, décrit au chapitre 15 de la Genèse.

#### Première section: chapitres 9 à 14

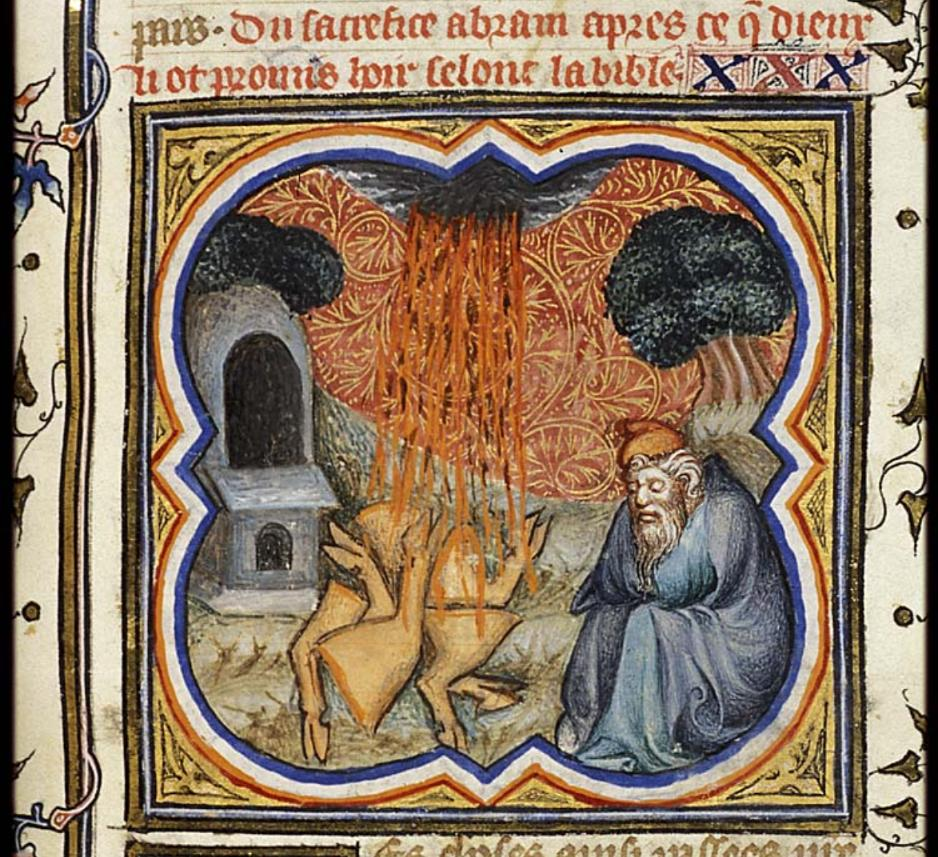
Le feu passant entre les morceaux lors de l'alliance de Dieu avec Abram. La Haye, Museum Meermanno-Westreenianum, manuscrit 10 B 23, fol. 22r (miniature)

Dans la première section, Abram est invité par Dieu à se procurer un certain nombre d'animaux, dont deux oiseaux. Le non partage en sacrifice des oiseaux, ainsi que la mention de rapaces qui fondent sur les cadavres des animaux partagés, est le prétexte à une amplification par rapport au récit biblique : la rencontre d'Abraham avec l'ange Jaoel qui le conduit à l'Horeb, et la venue de l'impiété personnifiée en Azazël.

#### Deuxième section: chapitres 15 à 29
La deuxième section évoque l'ascension d'Abraham, l'hymne qu'il récite avec Jaoel, et la vision du trône, des quatre créatures et du char. Puis Abraham est appelé à considérer les différents cieux. Une promesse concernant sa descendance lui est faite. Contemplant la création où l'humanité est séparée entre ceux qui sont du côté droit et ceux qui sont du côté gauche du tableau, Abraham reçoit la révélation de la destinée des peuples. Il voit la Chute et ses conséquences, l'introduction de l'idole de la jalousie dans le Temple et la destruction de celui-ci. À la demande d'Abraham, des indications temporelles lui sont données quant à ces événements. Enfin, le rôle particulier d'un de ses descendants lui est révélé.

#### Epilogue: chapitres 30 et 31
La dernière section rapporte le retour sur terre d'Abraham et la poursuite de ses échanges avec Dieu : révélation des dix maux prévus pour les païens, et envoi de l'Élu.

## Sources
La légende de la conversion d'Abraham à la suite de ses doutes concernant les idoles s'enracine dans la Haggadah telle qu'elle est racontée au chapitre 12 du livre des Jubilés.
La vision d'Abraham lors du sacrifice entre les morceaux est une tradition attestée par le Quatrième livre d'Esdras et l'Apocalypse syriaque de Baruch.
Le char, but de la vision, est le véhicule de son voyage céleste dans le Testament d'Abraham. Par cette mention de la vision du char et du trône de Dieu, par l'hymne chanté par Abraham au chapitre 17, l'auteur se rattache à la mystique juive de la Merkaba, et à la tradition essénienne. Une forme de déterminisme, l'usage d'un vocabulaire et de thématiques dualistes situent l'Apocalypse d'Abraham dans la ligne de l'instruction sur les deux Esprits tirée de la Règle de la communauté.
La puissance de Jaoel est déduite d'Exode 23, 21.

## Date
La mention (27, 3) de l'incendie et du pillage du Temple de Jérusalem par les légions romaines fixe le terminus a quo à l'an 70 de notre ère. Épiphane de Salamine (v. 315-403) fait allusion en termes hostiles à une "Apocalypse d'Abraham", mais il pourrait s'agir d'un autre texte, d'origine gnostique, que citera plus tard à trois reprises Théodore bar Konaï.

## Interpolations
Un passage du chapitre 17 contient une série d'adjectifs qui ne peut avoir été écrite qu'en grec, sans doute au moment de la traduction en grec de l'original hébreu.
George Herbert Box tient la première partie du chapitre 29 pour une interpolation chrétienne, mais cette hypothèse, selon Belkis Philonenko-Sayar et Marc Philonenko soulève des difficultés. Pour André Caquot et Marc Philonenko, ce texte reste énigmatique.
Belkis et Marc Philonenko qualifient de "nouvelle et malheureuse" l'hypothèse de R. Rubinkiewicz qui croit déceler dans l'Apocalypse d'Abraham des gloses bogomiles.

## Traditions manuscrites
Les manuscrits de l'Apocalypse d'Abraham proviennent de diverses Palaea, des recueils de récits canoniques et apocryphes tendant à se substituer à l'Ancien Testament dans les milieux chrétiens byzantins et slaves. Il existe des manuscrits donnant le texte complet, dont le Codex Sylvester de la seconde moitié du XIVe siècle (S), les manuscrits Ouvarov (U) et de l'académie de Moscou (A) du XIVe siècle, et le manuscrit de Kazan (K) du  XVIIe siècle. D'autres manuscrits ne donnent que le texte de la première partie, comme la Palaea du musée Rumjancov (R), de 1494, aujourd'hui musée historique d'État à Moscou. Enfin, certains manuscrits ne comportent que des fragments, notamment du chapitre 7.

### Éditions françaises
- Emil Turdeanu (de), "L'Apocalypse d'Abraham en slave", Journal for the Studies of Judaism, Vol. 3, fasc. 2, Leyde, E.J. Brill, 1973, p. 153-180  (ISSN 0047-2212)
- Turdeanu, Emil, Apocryphes slaves et roumains de l'Ancien Testament, (Studia in Veteris Testamenti pseudepigrapha ; 5), Leyde, E.J. Brill, 1981, p. 173-200 et 439  (ISBN 90-04-06341-2)
- Philonenko-Sayar, Belkis, & Philonenko, Marc, "L'Apocalypse d'Abraham, Introduction, texte slave, traduction et notes", Semitica, XXXI, Paris, Adrien-Maisonneuve, 1981  (ISBN 2-7200-1012-X)
- Rubinkiewicz (pl), Ryszard, L'Apocalypse d'Abraham en vieux slave. Introduction, texte critique, traduction et commentaire, (Zródła i monografie / Towarzystwo Naukowe Katolickiego Uniwersytetu Lubelskiego, 129), Lublin, Société des lettres et des sciences de l'Université catholique de Lublin, 1987
- Philonenko-Sayar, Belkis, & Philonenko, Marc, "Apocalypse d'Abraham. Notice, Indications bibliographique, traduction et notes", in : Dupont-Sommer, André, & Philonenko, Marc (dir.) et al., La Bible : Écrits intertestamentaires, vol. I, t. 3, (Bibliothèque de la Pléiade, 337), Gallimard, 1987, 1996, p. CXXXII-CXXXVII, 1691-1730  (ISBN 2-07-011116-4)

### Études en français
- Rubinkiewicz, Ryszard, "La vision de l'histoire dans l'Apocalypse d'Abraham", Haase, Wolfgang (éd.), Aufstieg und Niedergang der römischen Welt, II, 19, I, Berlin-New York, Walter de Gruyter, 1979, p. 137-151
- Rubinkiewicz, Ryszard, "Les sémitismes dans l'Apocalypse d'Abraham", Folia orientalia, 21, 1980, p. 141-148